# Arklow
Arklow (irsky An tInbhear Mór) je přístavní město v jihovýchodní části Irska, v hrabství Wicklow. V roce 2006 zde žilo 11 721 obyvatel. Je tak třetím nejlidnatějším městem hrabství.

## Poloha
Arklow se nachází na pobřeží Irského moře, v ústí řeky Avoca do moře. Řeka rozděluje město na dvě části, hlavní část města leží na jihu, zatímco na severu se nachází část zvaná Ferrybank.

## Doprava
Leží na křižovatce cest R747, R750 a R772, ze severu a západu město obchází důležitá cesta N11 a městem prochází hlavní železniční trať Dublin - Wexford - Rosslare Harbour.

## Zajímavosti
- Žije zde lídr hudební skupiny Moloko.
- Město je zpomínáno v názvu Van Morrisonovy písně Streets of Arklow.